# Liste der Biografien/Osb
Liste der Biografien |
Portal Biografien |
Personensuche
# |
A |
B |
C |
D |
E |
F |
G |
H |
I |
J |
K |
L |
M |
N |
O |
P |
Q |
R |
S |
T |
U |
V |
W |
X |
Y |
Z |
?
 
Oa |
Ob |
Oc |
Od |
Oe |
Of |
Og |
Oh |
Oi |
Oj |
Ok |
Ol |
Om |
On |
Oo |
Op |
Oq |
Or |
Os |
Ot |
Ou |
Ov |
Ow |
Ox |
Oy |
Oz
 
Osa |
Osb |
Osc |
Osd |
Ose |
Osg |
Osh |
Osi |
Osk |
Osl |
Osm |
Osn |
Oso |
Osp |
Osr |
Oss |
Ost |
Osu |
Osv |
Osw |
Osy |
Osz
Die Liste der Biografien führt alle Personen auf, die in der deutschsprachigen Wikipedia einen Artikel haben. Dieses ist eine Teilliste mit 123 Einträgen von Personen, deren Namen mit den Buchstaben „Osb“ beginnt.

## Osb

### Osba
- Osbald († 799), König von Northumbria

### Osbe
- Osbeck, Pehr (1723–1805), schwedischer Pfarrer, Weltreisender und Naturforscher
- Ösbekow, Ömirsaq (* 1947), kasachischer Politiker
- Osbén, Mario (1950–2021), chilenischer Fußballtorhüter
- Osberghaus, Johannes (1932–2017), deutscher evangelischer Kinderevangelist und Autor
- Osberht († 867), König von Northumbria
- Osbern de Crépon, französischer Seneschall zweier Herzöge der Normandie
- Osberry, Bob (* 1951), US-amerikanischer Basketballspieler
- Osbert († 1231), schottischer Geistlicher

### Osbi
- Osbild, Reiner (* 1962), deutscher Politiker (AfD), Ökonom und Hochschullehrer
- Osbiston, Alan (1914–1971), australisch-britischer Filmeditor

### Osbo
- Osborn, Alex F. (1888–1966), US-amerikanischer Autor und Werbefachmann
- Osborn, Ben (* 1994), englischer Fußballspieler
- Osborn, Chase (1860–1949), Gouverneur von Michigan
- Osborn, Daisy (1888–1957), neuseeländische Malerin, Kunsthandwerkerin und Kunstlehrerin
- Osborn, Danvers (1715–1753), Gouverneur der britischen Kolonie New York
- Osborn, David (* 1923), US-amerikanischer Schriftsteller
- Osborn, Denise (* 1948), australisch-britische Wirtschaftswissenschaftler und Hochschullehrer
- Osborn, Duke (1897–1976), US-amerikanischer American-Football-Spieler
- Osborn, Emily Mary (1834–1925), englische Malerin des Viktorianischen Zeitalters
- Osborn, Franz (1905–1955), deutscher Pianist
- Osborn, Harold (1899–1975), US-amerikanischer Leichtathlet
- Osborn, Henry Fairfield (1857–1935), US-amerikanischer Geologe, Paläontologe und Eugeniker
- Osborn, Joe (1937–2018), US-amerikanischer Musiker
- Osborn, John (1922–2015), britischer Politiker
- Osborn, John (* 1945), britischer Segler
- Osborn, K. J. (* 1997), US-amerikanischer Footballspieler
- Osborn, Mary (* 1940), britische Zellbiologin und Professorin an der Universität Göttingen
- Osborn, Max (1870–1946), deutscher Kunstkritiker und Journalist
- Osborn, Paul (1901–1988), US-amerikanischer Dramatiker und Drehbuchautor
- Osborn, Percy (1900–1991), australischer Radrennfahrer
- Osborn, Ralph (1780–1835), US-amerikanischer Jurist und Politiker
- Osborn, Sherard (1822–1875), britischer Konteradmiral und Polarforscher
- Osborn, Sidney Preston (1884–1948), US-amerikanischer Politiker
- Osborn, Susan (1950–2024), amerikanische Sängerin
- Osborn, T. L. (1923–2013), US-amerikanischer Pfingstpastor, HeilungsevangelistT. L. Osborn (1923–2013)

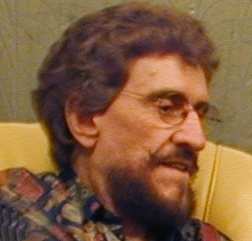
T. L. Osborn (1923–2013)

- Osborn, Tamar, britische Jazzmusikerin (Baritonsaxophon, Komposition)
- Osborn, Thomas (1836–1898), US-amerikanischer Politiker
- Osborn, Thomas W. (1833–1898), US-amerikanischer Politiker
- Osborn, Valda (1934–2022), britische Eiskunstläuferin
- Osborne, Adam (1939–2003), britischer Erfinder des Laptops
- Osborne, Adrienne (1873–1951), US-amerikanisch-österreichische Opernsängerin (Sopran) und Gesangspädagogin
- Osborne, Alexandra (* 1995), australische Tennisspielerin
- Osborne, Annemie (* 1984), luxemburgische Improvisationsmusikerin (Cello)
- Osborne, Barrie M. (* 1944), US-amerikanischer Filmproduzent und Filmregisseur
- Osborne, Bertín (* 1953), spanischer Sänger
- Osborne, Bud (1884–1964), US-amerikanischer Schauspieler
- Osborne, Buzz (* 1964), US-amerikanischer Sänger, Gitarrist und MusikproduzentBuzz Osborne (* 1964)

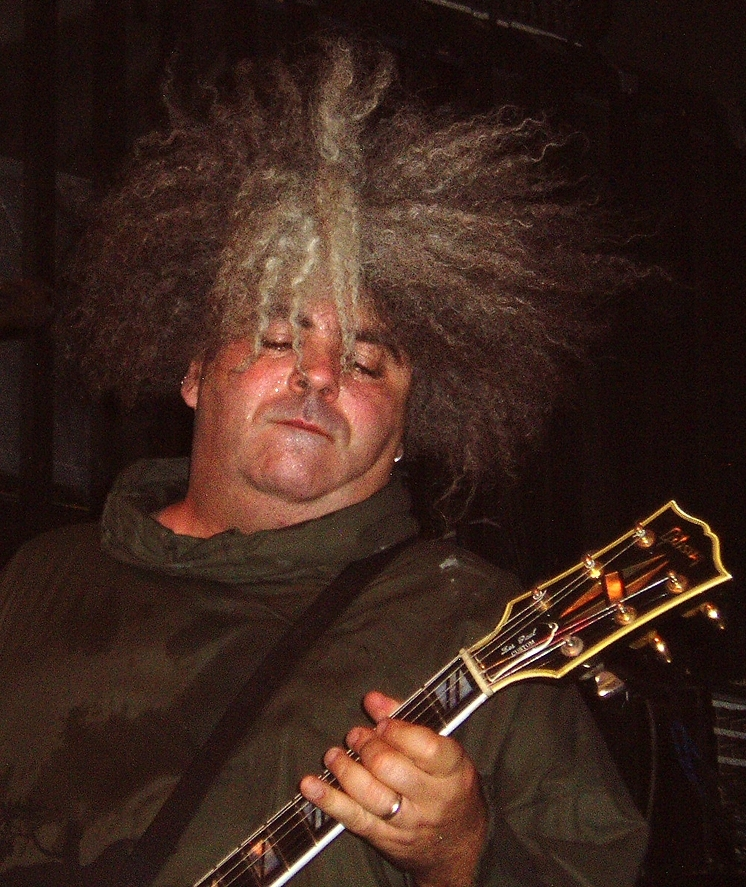
Buzz Osborne (* 1964)

- Osborne, Charles (1927–2017), australisch-britischer Schriftsteller
- Osborne, Clarence († 1979), australischer Gerichts- und Parlamentsstenograf
- Osborne, Colin (* 1975), englischer Dartspieler
- Osborne, Craig (* 1979), englischer Poolbillardspieler
- Osborne, Dan (* 1991), britischer Reality-TV-Teilnehmer und Fernsehpersönlichkeit
- Osborne, Dorothy (1627–1695), englische Adlige
- Osborne, Edmund (1885–1969), britischer Generalleutnant
- Osborne, Edwin Sylvanus (1839–1900), US-amerikanischer Politiker
- Osborne, Eric (* 1997), kanadischer Schauspieler und Musiker
- Osborne, Estelle Massey (1901–1981), US-amerikanische Krankenschwester und Präsidentin der NACGN
- Osborne, Fanny (1852–1934), neuseeländische Illustratorin botanischer Darstellungen
- Osborne, Francis, 12. Duke of Leeds (1884–1964), britischer Aristokrat (Peer) und Diplomat
- Osborne, Francis, 5. Duke of Leeds (1751–1799), britischer Politiker
- Osborne, George (* 1971), britischer Politiker von der Conservative Party
- Osborne, George, 10. Duke of Leeds (1862–1927), britischer Aristokrat (Peer) und Politiker
- Osborne, George, 6. Duke of Leeds (1775–1838), britischer Adliger
- Osborne, George, 8. Duke of Leeds (1802–1872), britischer Aristokrat (Peer) während der Regentschaft von Georg III
- Osborne, George, 9. Duke of Leeds (1828–1895), britischer Aristokrat (Peer) im Viktorianischen Zeitalter
- Osborne, Hannah (* 1994), neuseeländische Ruderin
- Osborne, Helen Betty (1952–1971), kanadische Indianerfrau
- Osborne, Henry Z. (1848–1923), US-amerikanischer Politiker
- Osborne, Holmes (* 1947), US-amerikanischer Schauspieler
- Osborne, Jason (* 1994), deutscher Ruderer und Radrennfahrer
- Osborne, Jeffrey (* 1948), US-amerikanischer Funk- und R&B-Musiker
- Osborne, Jim (* 1945), US-amerikanischer Tennisspieler
- Osborne, Joan (* 1962), US-amerikanische Sängerin und SongwriterinJoan Osborne (* 1962)

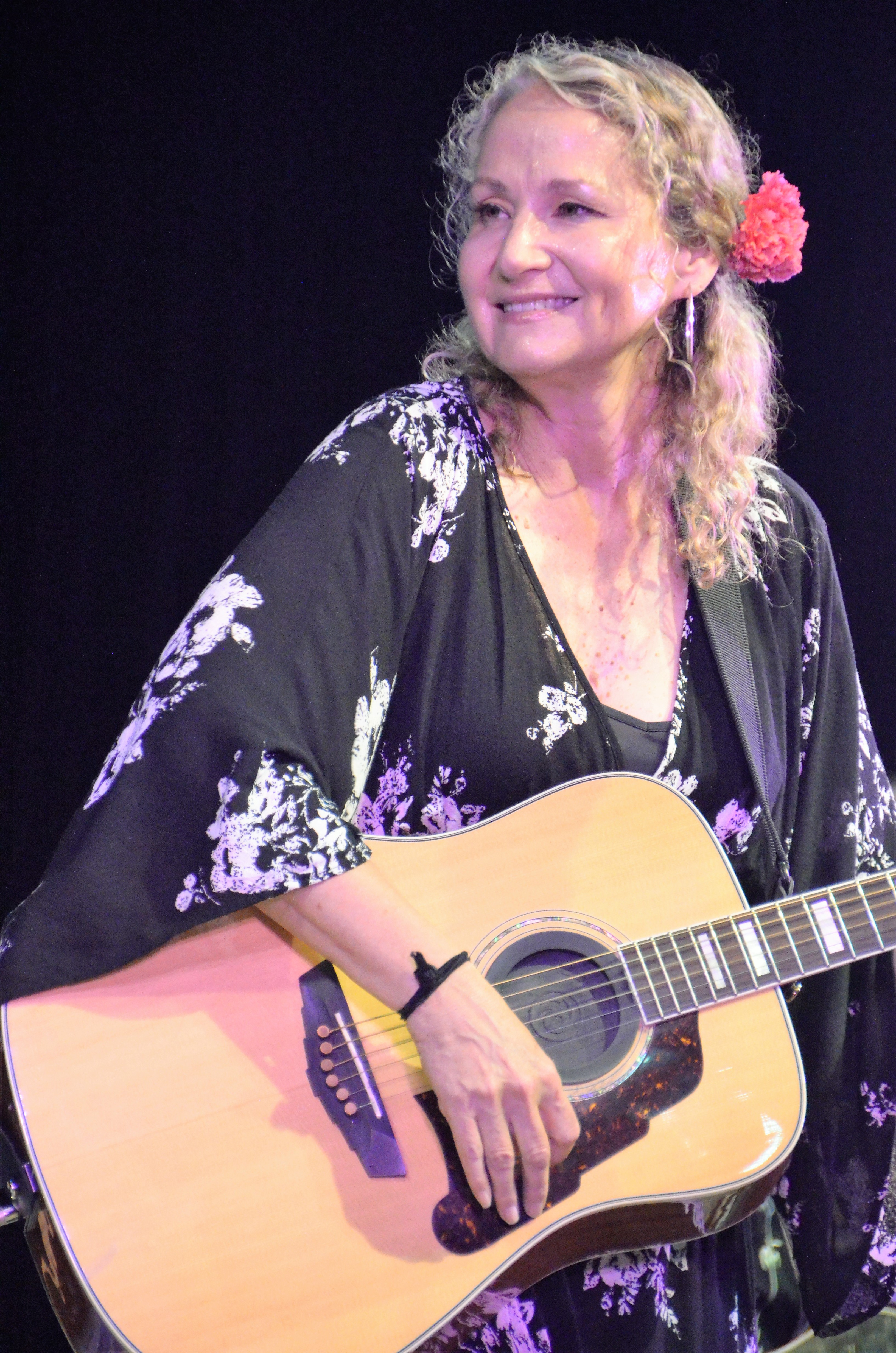
Joan Osborne (* 1962)

- Osborne, John (1929–1994), britischer Dramatiker
- Osborne, John Alfred (1935–2011), montserratischer Politiker und Chief Minister von Montserrat
- Osborne, John E. (1858–1943), US-amerikanischer Politiker
- Osborne, John, 11. Duke of Leeds (1901–1963), britischer Aristokrat (Peer)
- Osborne, Jon (* 1972), US-amerikanischer Journalist und Schriftsteller
- Osborne, June (* 1953), britische anglikanische Bischöfin
- Osborne, Lawrence (* 1958), britischer Schriftsteller
- Osborne, Leslie (* 1983), US-amerikanische Fußballspielerin
- Osborne, Li (1883–1968), deutsche Fotografin
- Osborne, Margaret, englische Tischtennis- und Tennisspielerin
- Osborne, Marie (1911–2010), US-amerikanische Schauspielerin
- Osborne, Mark (* 1961), kanadischer Eishockeyspieler
- Osborne, Mark (* 1970), US-amerikanischer Filmregisseur, Drehbuchautor und Filmproduzent
- Osborne, Mary (1921–1992), US-amerikanische Jazzmusikerin (Gitarre, Gesang)
- Osborne, Mary Pope (* 1949), US-amerikanische KinderbuchautorinMary Pope Osborne (* 1949)

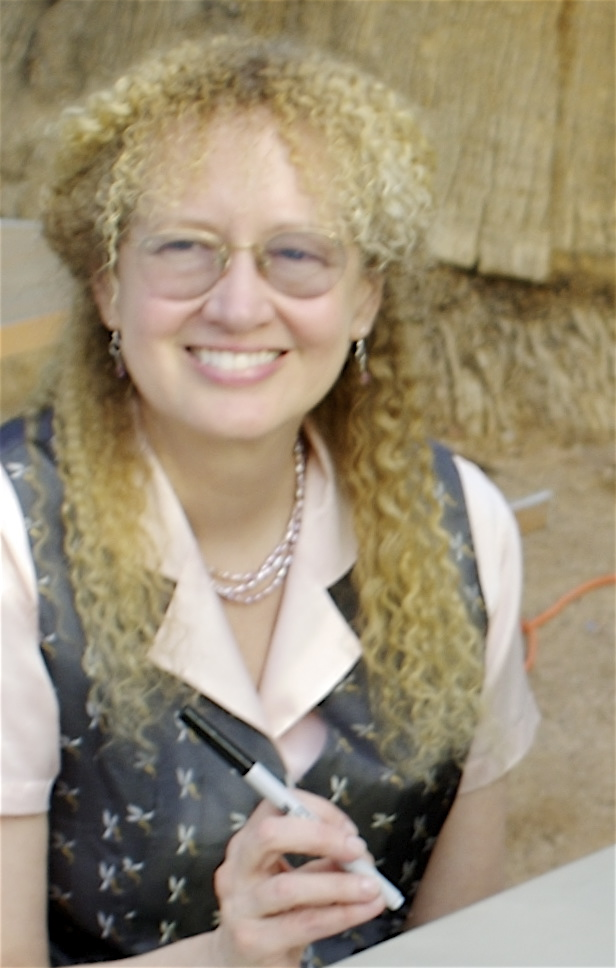
Mary Pope Osborne (* 1949)

- Osborne, Mike (1941–2007), britischer Jazzmusiker
- Osborne, Nigel (* 1948), englischer Komponist
- Osborne, Patrick, US-amerikanischer Animator, Spezialeffekt-Designer, Regisseur und Drehbuchautor
- Osborne, Peregrine, 2. Duke of Leeds († 1729), britischer Peer, Politiker und Marineoffizier
- Osborne, Peregrine, 3. Duke of Leeds (1691–1731), britischer Aristokrat
- Osborne, Ray C. (1933–2011), US-amerikanischer Politiker
- Osborne, Robert (1932–2017), US-amerikanischer Filmjournalist und Moderator
- Osborne, Robin (* 1957), englischer Althistoriker
- Osborne, Sandra (* 1956), britische Politikerin
- Osborne, Stanley (1907–2000), kanadischer Geistlicher, Musikpädagoge, Autor, Hymnologe und Komponist
- Osborne, Thomas Burr (1798–1869), US-amerikanischer Politiker
- Osborne, Thomas Burr (1859–1929), US-amerikanischer Biochemiker und Mitentdecker des Vitamin A
- Osborne, Thomas, 1. Duke of Leeds (1632–1712), englischer Staatsmann
- Osborne, Thomas, 4. Duke of Leeds (1713–1789), britischer Aristokrat
- Osborne, Tom (* 1937), US-amerikanischer Politiker
- Osborne, Will (1906–1981), US-amerikanischer Jazzmusiker und Bigband-Leader
- Osborne-Paradis, Manuel (* 1984), kanadischer Skirennläufer
- Osborne-Wylde, Samuel (* 2004), englischer Squashspieler
- Osbourne, Aimee (* 1983), britische Schauspielerin
- Osbourne, Isaiah (* 1987), englischer Fußballspieler
- Osbourne, Jack (* 1985), US-amerikanischer Schauspieler
- Osbourne, Kelly (* 1984), britische Musikerin
- Osbourne, Lloyd (1868–1947), amerikanischer Schriftsteller
- Osbourne, Ozzy (1948–2025), britischer RockmusikerOzzy Osbourne (1948–2025)

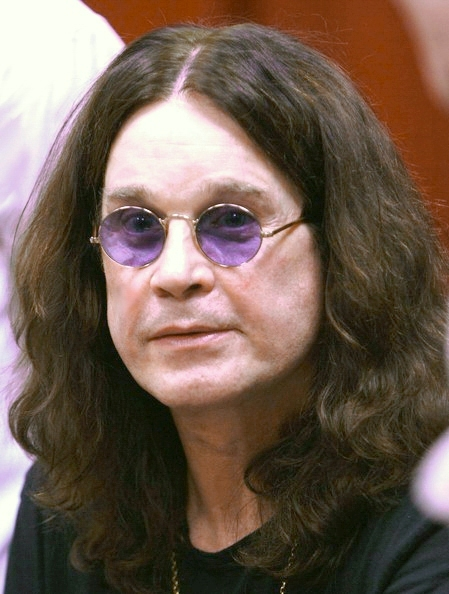
Ozzy Osbourne (1948–2025)

- Osbourne, Sharon (* 1952), britische Musikmanagerin und Moderatorin

### Osbu
- Osburg, Andrea (* 1958), deutsche Diplom-Ingenieurin im Fachbereich der Verfahrenstechnik
- Osburg, Claudia (* 1965), deutsche Erziehungswissenschaftlerin
- Osburg, Josef (1923–2009), deutscher Diplom-Mathematiker, Generaldirektor der Versicherungsgruppe Alte Leipziger
- Osburg, Peter von, deutscher Ritter
- Osburh, Königsgemahlin von Æthelwulf von Wessex
- Osburn, Carl (1884–1966), US-amerikanischer Schütze
- Osburn, Ruth (1912–1994), US-amerikanische Diskuswerferin
- Osburn, Zach (* 1997), US-amerikanischer Eishockeyspieler

### Osby
- Osby, Greg (* 1960), US-amerikanischer Jazzmusiker (Saxophon, Komposition)